# Laterallus xenopterus
Laterallus xenopterus е вид птица от семейство Rallidae. Видът е световно застрашен, със статут Уязвим.

## Разпространение
Видът е разпространен в Боливия, Бразилия и Парагвай.